# روميو وجولييت (تشايكوفسكي)
«روميو وجولييت» هو عمل أوركسترالي من تأليف بيتر إليتش تشايكوفسكي. تم تسميتها مع تصميم مقدمة خيال (بالإنجليزية: Overture-Fantasy)، تستند الموسيقى إلى مسرحية وليم شكسبير «روميو وجولييت». مِثل الملحنين الآخرين كـبيرليوز وبروكوفييف، كان تشايكوفسكي متأثراً بشدة بشكسبير وأعماله، وعمل تشايكوفسكي اعمالاً أخرى تستند إلى مسرحية العاصفة وهاملت أيضًا.
على عكس مؤلفات تشايكوفسكي الرئيسية الأخرى، فإن روميو وجولييت ليس لها رقم تأليف. تم منحها تسميات بديلة كعمل كلاسيكي وهم TH 42، وČW 39.

## البناء الموسيقي

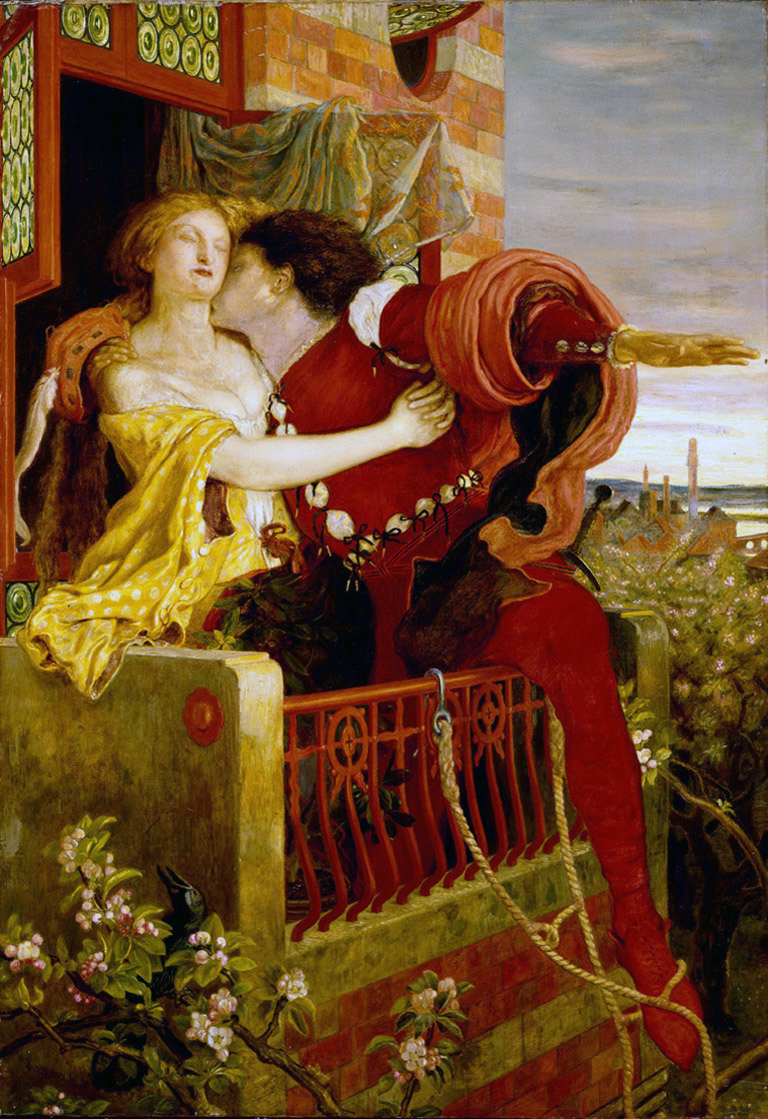
لوحة زيتية من عام 1870 لفورد مادوكس براون تصور مشهد الشرفة الشهير لروميو وجولييت.

على الرغم من تصميم الملحن لـ«مقدمة خيالية»، إلا أن التصميم العام عبارة عن قصيدة سيمفونية على شكل سوناتا مع مقدمة وخاتمة. يعتمد العمل على ثلاثة خيوط رئيسية لقصة شكسبير. الخط الأول، مكتوب بلغة فا مرتفع صغير من اقتراح ميلي بلاكيريف، وهي المقدمة التي تمثل شخصية الراهب لورانس من المسرحية. المقدمة تشبه الكورال ويوجد بها نذير شؤم بالموت كما يوجد في المسرحية.
يتم تمرير الوتر الصغير الأول المنعكس للأمام والخلف بين الأوتار وتتسارع آلات النفخ الخشبية في الخيط الثاني في سي صغير، تمثل النغمة الموضوع المضطرب والمهتاج في المسرحية للمتحاربين الكابوليتس والمونتغيوس (بالإنجليزية: Capulets and Montagues)، بما في ذلك الإشارة إلى القتال بالسيف، الذي يصوره تحطم الصنج. هناك ملاحظات مضطربة وسريعة في النغمة السادسة عشرة. يتباطأ العمل فجأة، ويتغير المفتاح من سي صغير إلى ري منخفض كبير (كما اقترحه بلاكيريف) ونسمع أشرطة افتتاح «موضوع الحب» وهو الخيط الثالث، وهي نغمة عاطفية ومتوقة في الشخصية ولكن دائمًا مع نغمة أساسية من القلق.
يشير موضوع الحب إلى أول لقاء لروميو وجولييت والمشهد في شرفة جولييت. يمثل البوق الإنجليزي والكمان روميو، بينما تمثل المزامير جولييت. ثم تعود نغمة القتال، لكن هذه المرة بمزيد من الشدة والتكثيف، مع سماع موضوع الراهب لورانس بإثارة. تدخل الأوتار بلحن يحوم فوق المزمار في النهاية مع موضوع الحب مرة أخرى، وهذه المرة بصوت عالٍ وفي ري كبير، مما يشير إلى قسم التطوير واكتمال زواجهما، وأخيراً تأتي نغمة في مي كبير واثنين أوركسترا كبيرة مع تحطم الصنج إشارة إلى انتحار العاشقين، ثم يتم لعب موضوع المعركة الأخير، ثم يتبع ذلك نغمة ناعمة بطيئة في سي كبير، مع لعب الدفية بنمط ثلاثي متكرر، وحمالة توبا. تعزف آلات النفخ الخشبية تكريمًا رائعًا للعشاق، وإشارة أخيرة لموضوع الحب يأتي في الذروة، بدءًا من لفة تصاعدية طبيعية ضخمة من الدفية، وتعزف الأوركسترا صيحات متجانسة من وتر سي كبير.

## تكوين الموسيقى

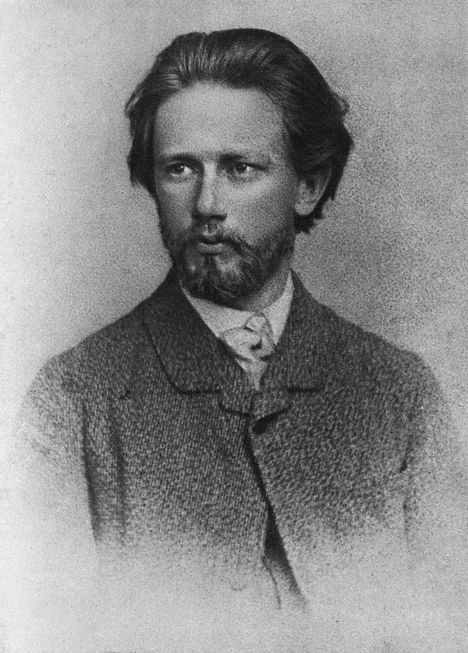
تشايكوفسكي حينما كتب روميو وجولييت.

### علاقة متوترة
في عام 1869، كان تشايكوفسكي أستاذًا في معهد موسكو للموسيقى وكان يبلغ من العمر 28 عامًا. بعد أن كتب أول سيمفونية وأوبرا له، قام بعد ذلك بتأليف قصيدة سيمفونية بعنوان فاتوم. في البداية كان مسرورًا بالقطعة عندما أداها نيكولاي روبنشتاين في موسكو، كرسها تشايكوفسكي إلى بلاكيريف وأرسلها إليه ليؤديها في سانت بطرسبرغ. تلقت فاتوم في النهاية استقبالاً فاتراً.
كان تشايكوفسكي شديد النقد لذاته ولم ير الحقيقة وراء تعليقات بلاكيريف. قَبِل تشايكوفسكي انتقادات بلاكيريف واستمر الاثنان في المراسلة. (سجّل تشايكوفسكي لاحقًا نجاحاً قوياً لموسيقى فاتوم. أُعيدت فاتوم بعد وفاته وأصبحت من الأجزاء الأوركسترالية.) ظل بلاكيريف متشككًا في أي شخص لديه تدريب رسمي في المعهد الموسيقي لكنه أدرك بوضوح مواهب تشايكوفسكي العظيمة. أحب تشايكوفسكي بلاكيريف وأعجب به. ومع ذلك، قال لأخيه أناتولي:«لا أشعر بالراحة معه أبدًا. لا أحب على وجه الخصوص ضيق آرائه الموسيقية وحدّة نبرته».
اقترح بلاكيريف أن يكتب تشايكوفسكي قطعة تستند إلى مسرحية ويليام شكسبير «روميو وجولييت». واجه تشايكوفسكي صعوبات في كتابة أوبرا بعنوان أودينا. كتب بالاكيرف اقتراحات حول بنية روميو وجولييت، مع إعطاء تفاصيل عن نوع الموسيقى المطلوبة في كل قسم، وحتى آراء حول المفاتيح التي يجب استخدامها.
اقترح بلاكيريف عرضه الخاص لـ الملك لير كنموذج لروميو وجولييت - وهي خطوة حكيمة، لأنه رأى ضعف تشايكوفسكي في الشكل الموسيقي غير المنظم في فاتوم. الملك لير لا تعتبر قصيدة سيمفونية على طريقة ليست. إنها مقدمة مأساوية في شكل سوناتا على طول خط مفاتحات بيتهوفن، تعتمد أكثر على الإمكانات الدرامية لشكل السوناتا بدلاً من البرنامج الأدبي. وهكذا، قام بلاكيريف بتحويل الملك لير إلى مسرحية آلية وعرضها كنموذج لتشايكوفسكي. في حين أن تأسيس روميو وجولييت على الملك لير كان اقتراح بلاكيريف، فقد كانت فكرة تشايكوفسكي تقليص مؤامرة الأول إلى صراع مركزي واحد ثم دمجها مع البنية الثنائية لشكل السوناتة. ومع ذلك، فإن تنفيذ تلك الحبكة في الموسيقى التي نعرفها اليوم جاء بعد مراجعتين جذريتين فقط.

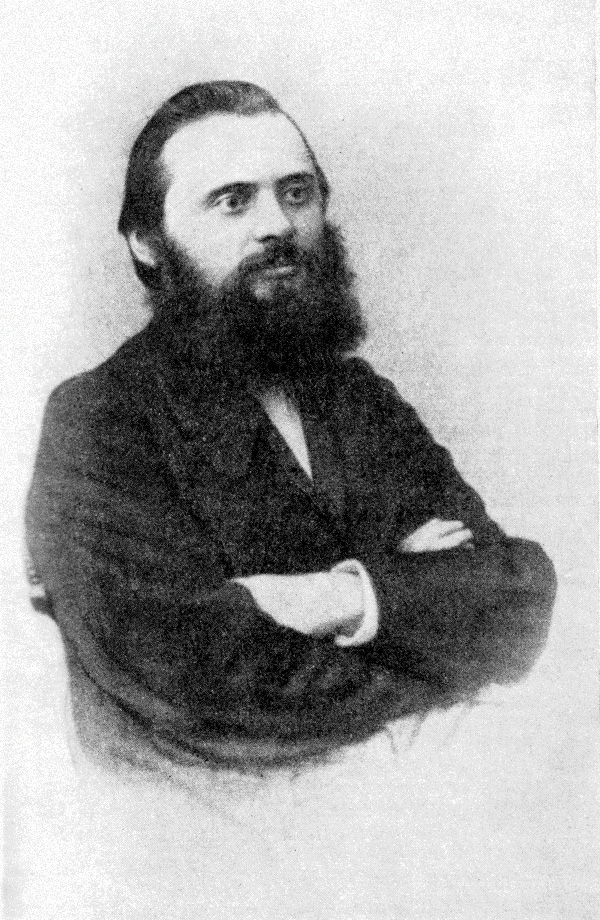
ميلي بلاكيريف في الوقت الذي قابله تشايكوفسكي.

### الإصدار الأول
احتوى الإصدار الأول من روميو وجولييت أساسًا على فوغا افتتاحية ومواجهة بين الموضوعين - وهو بالضبط ما يمكن أن يُتوقع إنتاجه من مؤلف موسيقي مدرب أكاديميًا. بينما استجاب بلاكيريف لموضوع الحب من خلال كتابته لتشايكوفسكي:«لقد سمعتها كثيرًا، وأريد أن أعانقك لها»، كما أنه تجاهل العديد من المسودات التي أرسلها تشايكوفسكي له - على سبيل المثال، بدت الافتتاحية وكأنها رباعي هايدن أكثر من كورال ليست الذي اقترحه في البداية - وكانت قطعة الافتتاحية في البريد بين موسكو وسانت بطرسبورغ، متجهة بين تشايكوفسكي وبلاكيريف.
قبل تشايكوفسكي بعض اقتراحات بلاكيريف ولكن ليس كلها وأكمل العمل وخصصه لبلاكيريف. تم إعاقة العرض الأول في 16 مارس 1870 بسبب دعوى قضائية مثيرة حول قائد الأوركسترا نيكولاي روبنشتاين صديق تشايكوفسكي وطالبة. كانت المحكمة قد حكمت ضد روبنشتاين في اليوم السابق، مما أثار مظاهرة صاخبة لصالحه عندما ظهر على منصة الحفلة الموسيقية، والذي أُثبت أن الموقف كان أكثر إثارة واهتماماً للجمهور من العرض. لم تكن النتيجة مشجعة كعرض أول لروميو وجولييت. قال تشايكوفسكي عن العرض الأول:
«بعد الحفل، تناولنا العشاء... لم يقل لي أحد كلمة واحدة عن الافتتاح طوال المساء. ومع ذلك كنت أتوق لسماع شيء من ذلك من أجل التقدير واللطف.»

### الإصدار الثاني
دفع الفشل الأولي لروميو وجولييت تشايكوفسكي إلى قبول انتقادات بلاكيريف بالكامل وإعادة صياغة القطعة. كما أجبر تشايكوفسكي على تجاوز تدريبه الموسيقي وإعادة كتابة الكثير من الموسيقى بالشكل الذي نعرفه اليوم. وشمل ذلك الاختيار غير الأكاديمي ولكن الرائع بشكل كبير لترك موضوع الحب خارج قسم التطوير، مما يوفر مواجهته مع الموضوع الأول (صراع كابوليتس ومونتغيوس) للنصف الثاني. في البداية، يظل موضوع الحب محميًا من عنف الموضوع الأول. في النهاية، يؤثر الموضوع الأول بقوة على موضوع الحب ويدمره. باتباع هذا النمط، ينقل تشايكوفسكي الصراع الموسيقي الحقيقي من قسم التطوير إلى النهاية، حيث يبلغ ذروته في كارثة درامية.
في غضون ذلك، تأثر روبنشتاين بمواهب تشايكوفسكي التركيبية بشكل عام وبموسيقي روميو وجولييت بشكل خاص. قام بالترتيب لدار النشر Bote and Bock لنشر القطعة في عام 1870. وقد اعتبر هذا إنجازًا لأن موسيقى تشايكوفسكي كانت غير معروفة تقريبًا في ألمانيا في ذلك الوقت. اعتقد بلاكيريف أن تشايكوفسكي كان يستعجل روميو وجولييت لإصدارها قبل الأوان. كتب إلى الملحن:«إنه لأمر مؤسف أن تكون أنت، أو بالأحرى روبنشتاين، في عجلة لنشرها». «على الرغم من أن المقدمة الجديدة هي تحسين حاسم، إلا أن هناك تغييرات أخرى كنت أرغب في إجرائها. كنت آمل أنه من أجل مؤلفاتك المستقبلية، ستبقى هذه المقدمة في يديك لفترة أطول إلى حد ما.» واختتم بلاكيريف على أمل أن يوافق جورجينسون في وقت ما على إخراج «نسخة منقحة ومحسنة من المقدمة». تم عرض النسخة الثانية لأول مرة في سانت بطرسبرغ في 17 فبراير 1872، تحت قيادة إدوارد نابرافنيك.

### النسخة الثالثة والأخيرة
في عام 1880، بعد عشر سنوات من إعادة صياغة القطعة للمرة الأولى، أعاد تشايكوفسكي كتابة النهاية وأعطى القطعة العنوان الفرعي «مقدمة-خيال» (الروسية: увертюра-фантазия) و(بالإنجليزية: Overture-Fantasia). اكتملت في 10 سبتمبر 1880، لكنها لم تستقبل العرض الأول حتى 1 مايو 1886، في تبليسي، جورجيا (التي كانت آنذاك جزءًا من الإمبراطورية الروسية)، تحت قيادة ميخائيل ايبوليتوڤ يڤانوڤ.
النسخة الثالثة والأخيرة هي النسخة الرسمية والموجودة الآن في المراجع. يتم تنفيذ الإصدارات السابقة أحيانًا كفضول تاريخي.
تم تسجيل الإصدار الثالث لأوركسترا تتألف من بيكولو، ومزمارين، وآلتين أوبوا، وبوق إنجليزي، واثنين كلارينيت (في A)، وزمخرين، و4 أبواق (في F)، وبوقين (في E)، و3 مترددة، وتوبا، ودفية، وصنج، وطبل كبير، وقيثارة، وكمان، وتشيلو، وكمان أجهر.

## الاستقبال
في البداية لم تنجح روميو وجولييت في روسيا وأوروبا. تم استقبالها بفتور في العرض العالمي الأول لها في مارس 1870. تم تجاهلها عندما قام بها هانس ريختر في فيينا في نوفمبر 1876؛ قام الناقد إدوارد هانسليك بشجب القطعة بعد ذلك. كان العرض الأول في الحفلات الشعبية في باريس بعد أسبوعين، وبقيادة جول باسدلوب، لم يسر الموضوع بشكل أفضل. وفقًا لسيرجي تانييف زميل وصديق تشايكوفسكي والذي حضر عرض باريس، فإن عدم نجاح روميو وجولييت هناك ربما كان بسبب فشل باسديلوب في فهم الموسيقى. على الرغم من ذلك، قدّر العديد من الملحنين والموسيقيين الباريسيين القطعة، بما في ذلك كامي سان صانز.
إحدى المجموعات التي قدّرت روميو وجولييت منذ صدورها كانت الكوتشكا ("الخمسة"). تحدث بلاكيريف عن النتيجة الكاملة، إذ كتب عن استجابته الحماسية و"مدى سعادة الجميع بنقطة D-flat (موضوع الحب)، بما في ذلك فلاديمير ستاسوف، والذي قال للكوتشكا:" كان عددكم خمسة: الآن أصبحتم ستة!". خضعت البداية والنهاية لانتقادات شديدة، وأضاف بلاكيريف أنهما بحاجة إلى إعادة كتابة. ومع ذلك، بسبب حماس الكوتشكا لروميو وجولييت، طلبوا من بلاكيريف أن يؤديها في كل مرة يقابلونه فيها. في النهاية، كان يعزفها من ذاكرته نتيجة تلبية طلباتهم.

## في الثقافة الشعبية
تم استخدام موضوع الحب بشكل مؤثر في العديد من المسلسلات التلفزيونية والأفلام مثل كولمبو، ذا جاز سينجر (1927)، الضاحكون، تاز-المشاكس، تايني تون أدفينتشيرز، سكرابز، ذا سيمبسونز، ساوث بارك، أمير بيل إير الحيوي، حاصد القمر، سبونج بوب سكوير بانتس، بوشنغ ديزيز، شارع السمسم، إل شافو ديل أوتشو، رن وستمبي، وعدة مسلسلات وأفلام أخرى.
كما تم لعب أشكال مختلفة من موضوع الحب للمقدمة في لعبة فيديو ذا سيمز. مدى «قوة» الموضوع كان يعتمد على مدى توافق، أو مدى الحب.
تم استخدام مقتطفات في باليه آنا كارنينا لعام 2005، من تصميم بوريس إيفمان.
تم تعديل الموضوع الرئيسي للمقدمة لروميو وجولييت في عام 1939 من قبل قائد الفرقة لاري كلينتون كأغنية شعبية «حبنا» (بالإنجليزية: Our Love) (كلمات بادي بيرنير وبوب إمريش) وسجلها كلينتون وجيمي دورسي.
تم وضع مقتطفات من عرض الألعاب النارية في افتتاح منتدى التعاون الاقتصادي لدول آسيا والمحيط الهادئ في الصين 2014، والذي أُقيم في بكين أمام فلاديمير بوتين، وجوكو ويدودو، وستيفن هاربر، وباراك أوباما، وبارك غن هي، وغيرهم من قادة التعاون الاقتصادي لآسيا والمحيط الهادئ.

## قائمة مصادر
- Brown, David, Tchaikovsky: The Early Years, 1840–1874 (New York: W.W. Norton & Company, 1978). ISBN 0-393-07535-2.
- Brown, David, Tchaikovsky: The Crisis Years, 1874–1878 (New York: W.W. Norton & Company, 1983). (ردمك 0-393-01707-9).
- Holden, Anthony, Tchaikovsky: A Biography (New York: Random House, 1995). (ردمك 0-679-42006-1).
- Kamien, Roger. Music : An Appreciation. Mcgraw-Hill College; 3rd edition (August 1, 1997) (ردمك 0-07-036521-0)
- Maes, Francis, tr. Arnold J. Pomerans and Erica Pomerans, A History of Russian Music: From Kamarinskaya to Babi Yar (Berkeley, Los Angeles and London: University of Calilfornia Press, 2002). (ردمك 0-520-21815-9).
- Weinstock, Herbert, Tchaikovsky (New York: Alfred A. Knopf, 1944). ISBN n/a

## وصلات خارجية
- من موسيقى رميو وجولييت، تشايكوفسكي على اليوتيوب، صادر من مركز تطوير الاعلام، جامعة بيرزيت.